# Gustave Le Bescond de Coatpont
Pour les articles homonymes, voir Bescond.
Gustave Le Bescond de Coatpont, né le 18 novembre 1824 à Brest, et mort le 31 mai 1894 à Laval, est un général français.

## Famille
Gustave Le Bescond de Coatpont appartient à une famille d'ancienne bourgeoisie originaire de Bretagne,. Elle est issue de Guillaume Le Bescond, sieur de Coatpont, bourgeois de Pleyben en 1632.

## Carrière
D'abord colonel directeur du génie à Rouen et à Nantes puis général, il est également gouverneur de Nice.

## Distinctions
- Grand officier de la Légion d'honneur (18 juin 1889)[5]
- Médaille commémorative de l'expédition du Mexique (1862)